# Обидус (микрорегион)

Обидус на карте.

Обидус (порт. Microrregião de Óbidos) — микрорегион в Бразилии, входит в штат Пара. Составная часть мезорегиона Байшу-Амазонас. Население составляет 184 339 человек (на 2010 год). Площадь — 157 596,997 км². Плотность населения — 1,17 чел./км².

## Демография
Согласно сведениям, собранным в ходе переписи 2010 г. Национальным институтом географии и статистики (IBGE), население микрорегиона составляет:
| Полное население                             | Полное население                             | Полное население                             | Полное население                             | 184 339 |
| -------------------------------------------- | -------------------------------------------- | -------------------------------------------- | -------------------------------------------- | ------- |
| в том числе:                                 | Городское население                          | 97 928                                       | Процент городского населения, %              | 53,12   |
|                                              | Сельское население                           | 86 411                                       | Процент сельского населения, %               | 46,88   |
|                                              | Мужское население                            | 94 913                                       | Процент мужского населения, %                | 51,49   |
|                                              | Женское население                            | 89 426                                       | Процент женского населения, %                | 48,51   |
| Плотность населения, чел/км²                 | Плотность населения, чел/км²                 | Плотность населения, чел/км²                 | Плотность населения, чел/км²                 | 1,17    |
| Население микрорегиона в % к населению штата | Население микрорегиона в % к населению штата | Население микрорегиона в % к населению штата | Население микрорегиона в % к населению штата | 2,43    |

## Статистика
- Валовой внутренний продукт на 2003 год составляет 649 666 276,00 реалов (данные: Бразильский институт географии и статистики).
- Валовой внутренний продукт на душу населения на 2003 год составляет 3956,40 реалов (данные: Бразильский институт географии и статистики).
- Индекс развития человеческого потенциала на 2000 год составляет 0,677 (данные: Программа развития ООН).

## Состав микрорегиона
В составе микрорегиона включены следующие муниципалитеты:
1. Фару
2. Журути
3. Оришимина
4. Терра-Санта
5. Обидус